# 瓦西爾·西哈魯利澤
瓦西尔·西哈鲁利泽（1968年5月30日—）是一位喬治亞政治家。從2009年8月27日開始，他擔任喬治亞總統米哈伊·薩卡希維利的外交顧問。他在2005年至2006年擔任喬治亞國防部副部長，2006年至2008年擔任喬治亞駐美國大使，2008年至2009年擔任喬治亞國防部長。